# شکار ومپس
شکار ومپس یکی از اولین بازی‌های کامپیوتری، بر اساس یک روش ساده مخفی کردن و جستجو است. قالب این برنامه شامل یک هیولا مرموز (Wumpus) است که درون شبکه ای از اتاق‌ها کمین کرده‌است. این بازی در اصل به عنوان یک بازی مبتنی بر بیسیک نوشته شده‌است. با توجه به کد منبع در دسترس، این بازی به انواع زبان‌های برنامه‌نویسی و سیستم عامل‌ها شامل نسخه‌های گرافیکی منتقل شده‌است. از آن به عنوان یک نمونه اولیه از یک بازی ترس و بقا یاد شده‌است.

## تاریخچه توسعه
شکار ومپس در اصل توسط گرگوری یوب به زبان بیسیک و در زمان حضور او در پردیس دارتموث دانشگاه ماساچوست در سال 1975 نوشته شده است.  